# Thecla coelicolor
Thecla coelicolor är en fjärilsart som beskrevs av Butler och Druce 1872. Thecla coelicolor ingår i släktet Thecla och familjen juvelvingar. Inga underarter finns listade i Catalogue of Life.